# Liste der Reichsminister 1848/1849

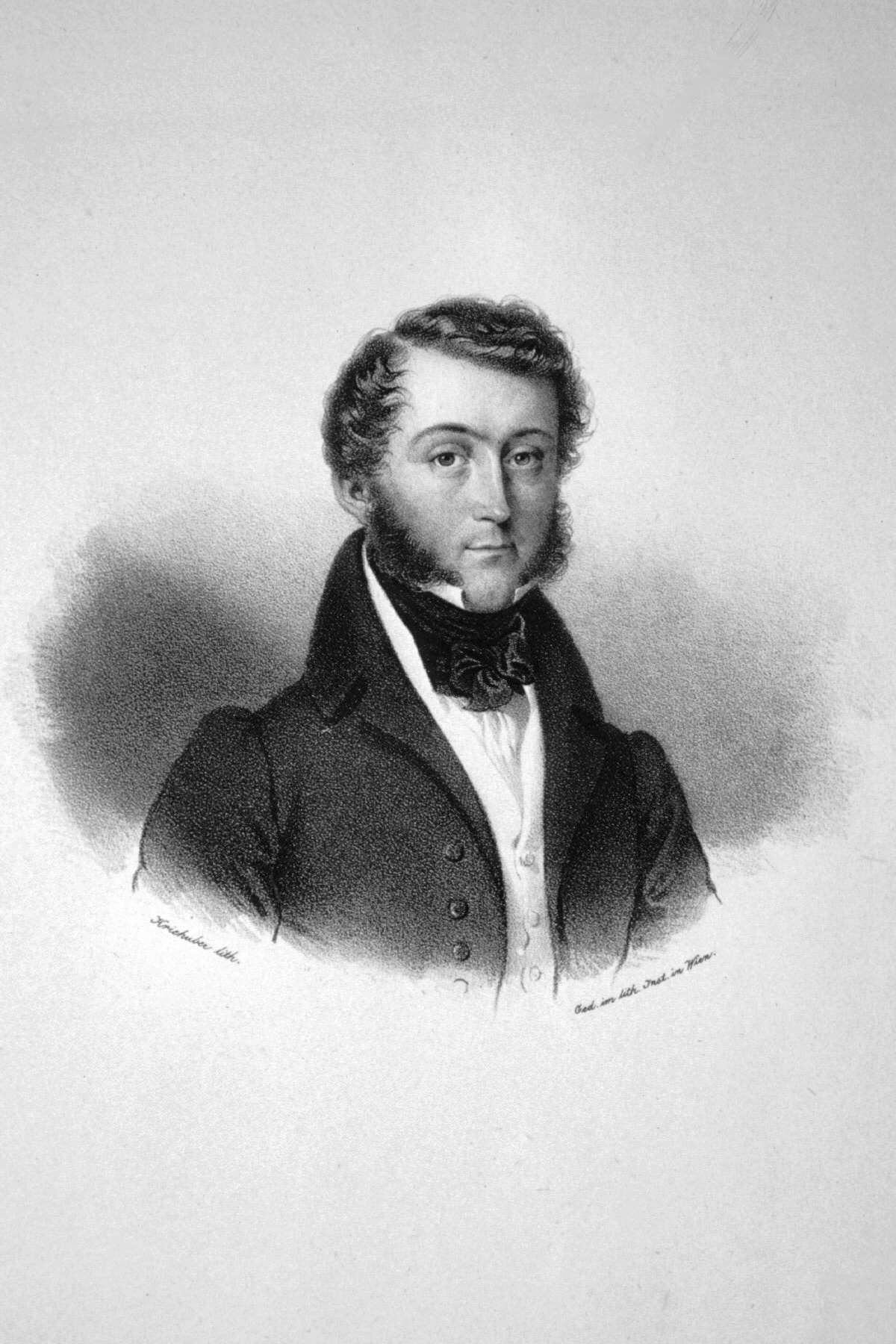
Karl zu Leiningen um 1835, erster Reichsministerpräsident (1848)

Die Liste der Mitglieder des Reichsministeriums 1848/1849 umfasst die Minister des Deutschen Reiches von 1848/1849. Grundlage für ihre Ernennung und Arbeit war das Reichsgesetz über die Einführung einer provisorischen Zentralgewalt für Deutschland. Das Reichsministerium endete am 20. Dezember 1849, als der Reichsverweser seine Befugnisse einer von Österreich und Preußen getragenen Bundeszentralkommission übertrug.
Zu der Reichszentralgewalt gehörte neben den Ministern noch der Reichsverweser. Unterstaatssekretäre sind ernannt worden, um das Reichsministerium (die Regierung) nicht zu vergrößern. Wie damals üblich war der Ministerpräsident einer der Fachminister, der zusätzlich den Vorsitz des Ministerrats führte.

## Leitender Reichsminister Anton von Schmerling/Ministerpräsident Karl Fürst zu Leiningen
- Leitender Reichsminister Anton Ritter von Schmerling (15. Juli 1848 bis 5. August 1848); Ministerpräsident: Karl Fürst zu Leiningen (5. August 1848 bis 6. September 1848)
- Reichsminister des Innern: Anton Ritter von Schmerling (15. Juli 1848 bis 15. Dezember 1848)
- Reichsminister der auswärtigen Angelegenheiten: Anton Ritter von Schmerling (15. Juli 1848 bis 9. August 1848); Johann Gustav Heckscher (9. August 1848 bis 6. September 1848)
- Reichsminister des Krieges: Eduard von Peucker (15. Juli 1848 bis 16. Mai 1849)
- Reichsminister der Justiz: Johann Gustav Heckscher (15. Juli 1848 bis 9. August 1848); Robert von Mohl (9. August 1848 bis 16. Mai 1849)
- Reichsminister der Finanzen: Hermann von Beckerath (5. August 1848 bis 4. Mai 1849)
- Reichsminister des Handels: Arnold Duckwitz (5. August 1848 bis 16. Mai 1849)

Unterstaatssekretäre:
- Reichsministerium des Innern: Friedrich Bassermann (5. August 1848 bis 10. Mai 1849)
- Reichsministerium der auswärtigen Angelegenheiten: Maximilian Freiherr von Gagern (5. August 1848 bis 16. Mai 1849); Ludwig von Biegeleben (9. August 1848 bis 16. Mai 1849)
- Reichsministerium der Justiz: Christian Widenmann (9. August 1848 bis 16. Mai 1849)
- Reichsministerium der Finanzen: Karl Mathy (5. August 1848 bis 16. Mai 1849)
- Reichsministerium des Handels: Gustav Mevissen (5. August 1848 bis 5. September 1848); Johannes Fallati (9. August 1848 bis 16. Mai 1849)

Ministerialbeamte:
- Ministerialsekretär im Reichsministerium des Innern: Gustav Moritz Getz (29. August 1848 bis 20. Dezember 1849)
- Ministerialregistrator und Archivar im Reichsministerium des Innern: Johann Daniel Leutheußer (12. Juli 1848 bis 20. Dezember 1849)
- Kanzleisekretär im Reichsministerium des Innern: Philipp Adolph Leutheußer (20. Juni bis 20. Dezember 1849)
- Ministerialsekretär: Johann Gottfried Radermacher, (1. August 1848 bis 15. Februar 1849)
- Expeditsdirektor im Reichsministerium des Innern: Joseph Rausek (27. Juli 1848 bis 20. Dezember 1849)

## Ministerpräsident Anton von Schmerling
Schmerling war offiziell nicht zum Ministerpräsidenten ernannt worden, saß aber gemäß einer internen Absprache dem Ministerrat wor.
- Ministerpräsident: Anton von Schmerling (19. September 1848 bis 15. Dezember 1848)
- Reichsminister des Innern: Anton von Schmerling (19. September 1848 bis 15. Dezember 1848)
- Reichsminister der auswärtigen Angelegenheiten: Anton von Schmerling (24. September 1848 bis 15. Dezember 1848)
- Reichsminister des Krieges: Eduard von Peucker (15. Juli 1848 bis 16. Mai 1849)
- Reichsminister der Justiz: Robert Mohl (9. August 1848 bis 16. Mai 1849)
- Reichsminister der Finanzen: Hermann von Beckerath (5. August 1848 bis 4. Mai 1849)
- Reichsminister des Handels: Arnold Duckwitz (5. August 1848 bis 16. Mai 1849)

Unterstaatssekretäre:
- Reichsministerium des Innern: Friedrich Bassermann (5. August 1848 bis 10. Mai 1849); Joseph von Würth (5. August 1848 bis 15. Dezember 1848)
- Reichsministerium der auswärtigen Angelegenheiten: Maximilian Freiherr von Gagern (5. August 1848 bis 16. Mai 1849); Ludwig von Biegeleben (9. August 1848 bis 16. Mai 1849)
- Reichsministerium der Justiz: Christian Widenmann (9. August 1848 bis 16. Mai 1849)
- Reichsministerium der Finanzen: Karl Mathy (5. August 1848 bis 16. Mai 1849)
- Reichsministerium des Handels: Johannes Fallati (9. August 1848 bis 16. Mai 1849)

Ministerialbeamte:
- Ministerialsekretär im Reichsministerium des Innern: Gustav Moritz Getz (29. August 1848 bis 20. Dezember 1849)
- Ministerialregistrator und Archivar im Reichsministerium des Innern: Johann Daniel Leutheußer (12. Juli 1848 bis 20. Dezember 1849)
- Ministerialsekretär: Johann Gottfried Radermacher, (1. August 1848 bis 15. Februar 1849)
- Ministerialrat im Reichsministerium des Innern: Ernst Johann Hermann von Rauschenplat (20. Oktober 1848 bis 20. Dezember 1849)
- Expeditsdirektor im Reichsministerium des Innern: Joseph Rausek (27. Juli 1848 bis 20. Dezember 1849)
- Ministerialsekretär im Reichsministerium des Innern: Friedrich Damian Freiherr von Schütz zu Holzhausen (5. Oktober 1848 bis 3. Juni 1849)

## Ministerpräsident Heinrich Freiherr von Gagern

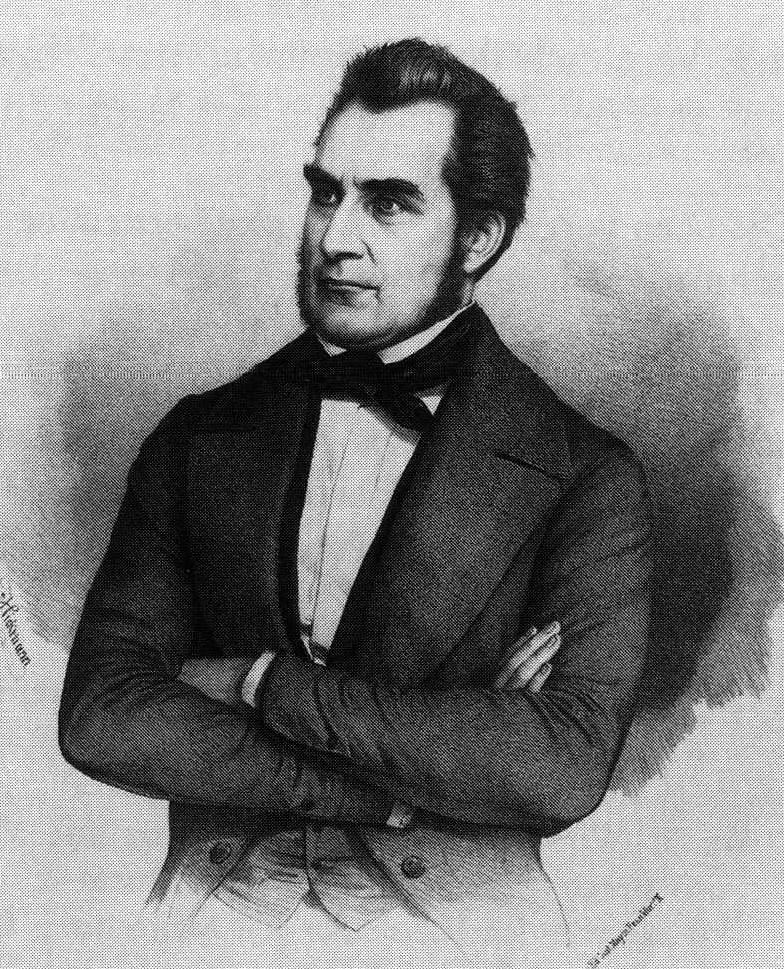
Heinrich von Gagern war zuvor Präsident der Nationalversammlung. Sein Kabinett war die erste eigentlich parlamentarisch gebildete deutsche Zentralregierung.

- Ministerpräsident: Heinrich Freiherr von Gagern (17. Dezember 1848 bis 10. Mai 1849)
- Reichsminister des Innern: Heinrich Freiherr von Gagern (17. Dezember 1848 bis 16. Mai 1849)
- Reichsminister der auswärtigen Angelegenheiten: Heinrich Freiherr von Gagern (17. Dezember 1848 bis 16. Mai 1849)
- Reichsminister des Krieges: Eduard von Peucker (15. Juli 1848 bis 16. Mai 1849)
- Reichsminister der Justiz: Robert Mohl (9. August 1848 bis 16. Mai 1849)
- Reichsminister der Finanzen: Hermann von Beckerath (5. August 1848 bis 4. Mai 1849)
- Reichsminister des Handels: Arnold Duckwitz (5. August 1848 bis 16. Mai 1849)

Unterstaatssekretäre:
- Reichsministerium des Innern: Friedrich Bassermann (5. August 1848 bis 10. Mai 1849)
- Reichsministerium der auswärtigen Angelegenheiten: Maximilian Freiherr von Gagern (5. August 1848 bis 16. Mai 1849); Ludwig von Biegeleben (9. August 1848 bis 16. Mai 1849)
- Reichsministerium der Justiz: Christian Widenmann (9. August 1848 bis 16. Mai 1849)
- Reichsministerium der Finanzen: Karl Mathy (5. August 1848 bis 16. Mai 1849)
- Reichsministerium des Handels: Johannes Fallati (9. August 1848 bis 16. Mai 1849)

Ministerialbeamte:
- Ministerialsekretär im Reichsministerium des Innern: Gustav Moritz Getz (29. August 1848 bis 20. Dezember 1849)
- Ministerialregistrator und Archivar im Reichsministerium des Innern: Johann Daniel Leutheußer (12. Juli 1848 bis 20. Dezember 1849)
- Ministerialsekretär: Johann Gottfried Radermacher, (1. August 1848 bis 15. Februar 1849)
- Expeditsdirektor im Reichsministerium des Innern: Joseph Rausek (27. Juli 1848 bis 20. Dezember 1849)
- Ministerialsekretär im Reichsministerium des Innern: Friedrich Damian Freiherr von Schütz zu Holzhausen (5. Oktober 1848 bis 3. Juni 1849)

## Ministerpräsident Karl Friedrich Wilhelm Grävell

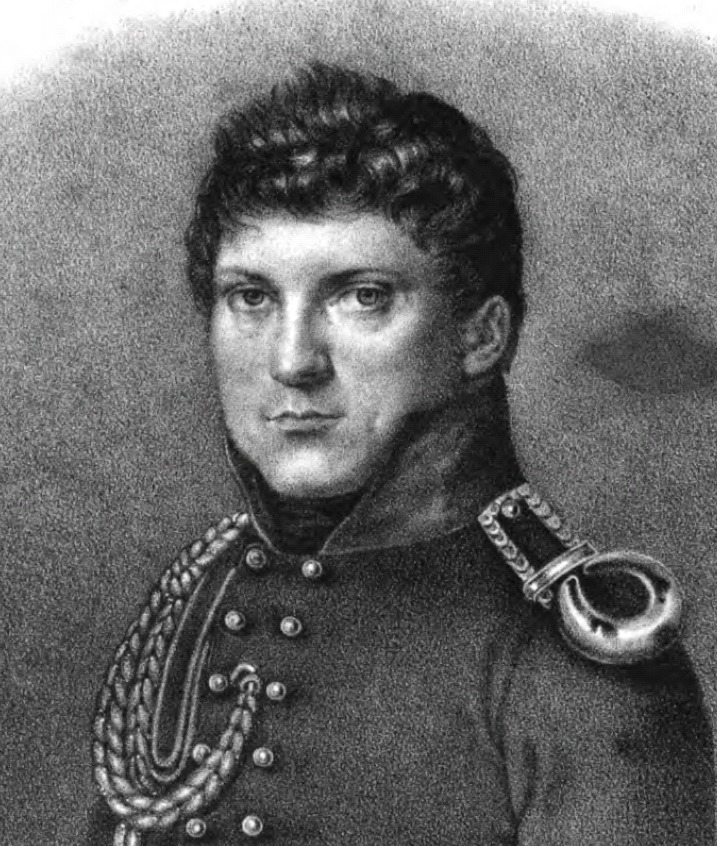
Grävell im Jahre 1839. Der Reichsverweser hatte sein Kabinett gegen den entschiedenen Willen der Nationalversammlung ernannt.

- Ministerpräsident: Karl Friedrich Wilhelm Grävell (16. Mai 1849 bis 3. Juni 1849)
- Reichsminister des Innern: Karl Friedrich Wilhelm Grävell (16. Mai 1849 bis 3. Juni 1849)
- Reichsminister der auswärtigen Angelegenheiten: August Jochmus (16. Mai 1849 bis 20. Dezember 1849)
- Reichsminister des Krieges: August Fürst zu Sayn-Wittgenstein-Berleburg (21. Mai 1849 bis 20. Dezember 1849)
- Reichsminister der Justiz: Johann Hermann Detmold (16. Mai 1849 bis 20. Dezember 1849)
- Reichsminister der Finanzen: Ernst Merck (16. Mai 1849 bis 20. Dezember 1849)

Ministerialbeamte:
- Ministerialsekretär im Reichsministerium des Innern: Gustav Moritz Getz (29. August 1848 bis 20. Dezember 1849)
- Ministerialregistrator und Archivar im Reichsministerium des Innern: Johann Daniel Leutheußer (12. Juli 1848 bis 20. Dezember 1849)
- Kanzleidirektor im Reichsministerium des Innern: Johann Gottfried Radermacher (1. Juni bis 20. Dezember 1849)
- Ministerialrat im Reichsministerium des Innern: Ernst Johann Hermann von Rauschenplat (20. Oktober 1848 bis 20. Dezember 1849)
- Expeditsdirektor im Reichsministerium des Innern: Joseph Rausek (27. Juli 1848 bis 20. Dezember 1849)
- Ministerialsekretär im Reichsministerium des Innern: Friedrich Damian Freiherr von Schütz zu Holzhausen (5. Oktober 1848 bis 3. Juni 1849)

## Ministerpräsident August Fürst zu Sayn-Wittgenstein-Berleburg
- Ministerpräsident: August Fürst zu Sayn-Wittgenstein-Berleburg (3. Juni 1849 bis 20. Dezember 1849)
- Reichsminister des Innern: Johann Hermann Detmold (3. Juni 1849 bis 20. Dezember 1849)
- Reichsminister der auswärtigen Angelegenheiten: August Jochmus (16. Mai 1849 bis 20. Dezember 1849)
- Reichsminister des Krieges: August Fürst zu Sayn-Wittgenstein-Berleburg (21. Mai 1849 bis 20. Dezember 1849)
- Reichsminister der Justiz: Johann Hermann Detmold (16. Mai 1849 bis 20. Dezember 1849)
- Reichsminister der Finanzen: Ernst Merck (16. Mai 1849 bis 20. Dezember 1849)
- Reichsminister der Marine: August Jochmus (22. Mai 1849 bis 20. Dezember 1849)

Ministerialbeamte:
- Ministerialsekretär im Reichsministerium des Innern: Gustav Moritz Getz (29. August 1848 bis 20. Dezember 1849)
- Ministerialregistrator und Archivar im Reichsministerium des Innern: Johann Daniel Leutheußer (12. Juli 1848 bis 20. Dezember 1849)
- Kanzleisekretär im Reichsministerium des Innern: Philipp Adolph Leutheußer (20. Juni bis 20. Dezember 1849)
- Kanzleidirektor im Reichsministerium des Innern: Johann Gottfried Radermacher (1. Juni bis 20. Dezember 1849)
- Ministerialrat im Reichsministerium des Innern: Ernst Johann Hermann von Rauschenplat (20. Oktober 1848 bis 20. Dezember 1849)
- Expeditsdirektor im Reichsministerium des Innern: Joseph Rausek (27. Juli 1848 bis 20. Dezember 1849)

## Reichsregentschaft in Stuttgart
Das Rumpfparlament in Stuttgart setzte am 6. Juni 1849 eine provisorische Reichsregentschaft ein und wählte fünf Mitglieder: Franz Raveaux, Heinrich Simon (beide von der Fraktion Westendhall), Carl Vogt, Friedrich Schüler (beide von der Fraktion Deutscher Hof) und August Becher. Sie sollten sowohl Reichsoberhaupt als auch Reichsregierung sein. Württemberg löste das Rumpfparlament am 18. Juni 1849 gewaltsam auf.

## Belege
1. ↑  Ernst Rudolf Huber: Deutsche Verfassungsgeschichte seit 1789. Band II: Der Kampf um Einheit und Freiheit 1830 bis 1850. Verlag W. Kohlhammer, Stuttgart [u. a.] 1960, S. 879/880.